# 방과 후 전쟁활동
«방과 후 전쟁활동»은 <삼봉이발소>, <두근두근거려>, <목욕의 신>, <3단합체김창남>의 하일권 작가가 네이버에 연재 했던 웹툰이다.